# Estrecho de la Bocaina
El estrecho de la Bocaina es un brazo de mar del océano Atlántico de quince kilómetros de longitud que separa las islas canarias de Fuerteventura y Lanzarote, mediando el islote de Lobos como edificio volcánico inundado.
Parece que Lanzarote y Fuerteventura estuvieron unidas la mayor parte de su edad geológica. Ambas islas se ven a simple vista una desde la otra, excepto en días de visibilidad muy reducida.

## Ferris
Existe un servicio regular de ferris conectando Playa Blanca, en la isla de Lanzarote, con Corralejo, en la isla de Fuerteventura. Esta ruta la cubren dos empresas canarias:

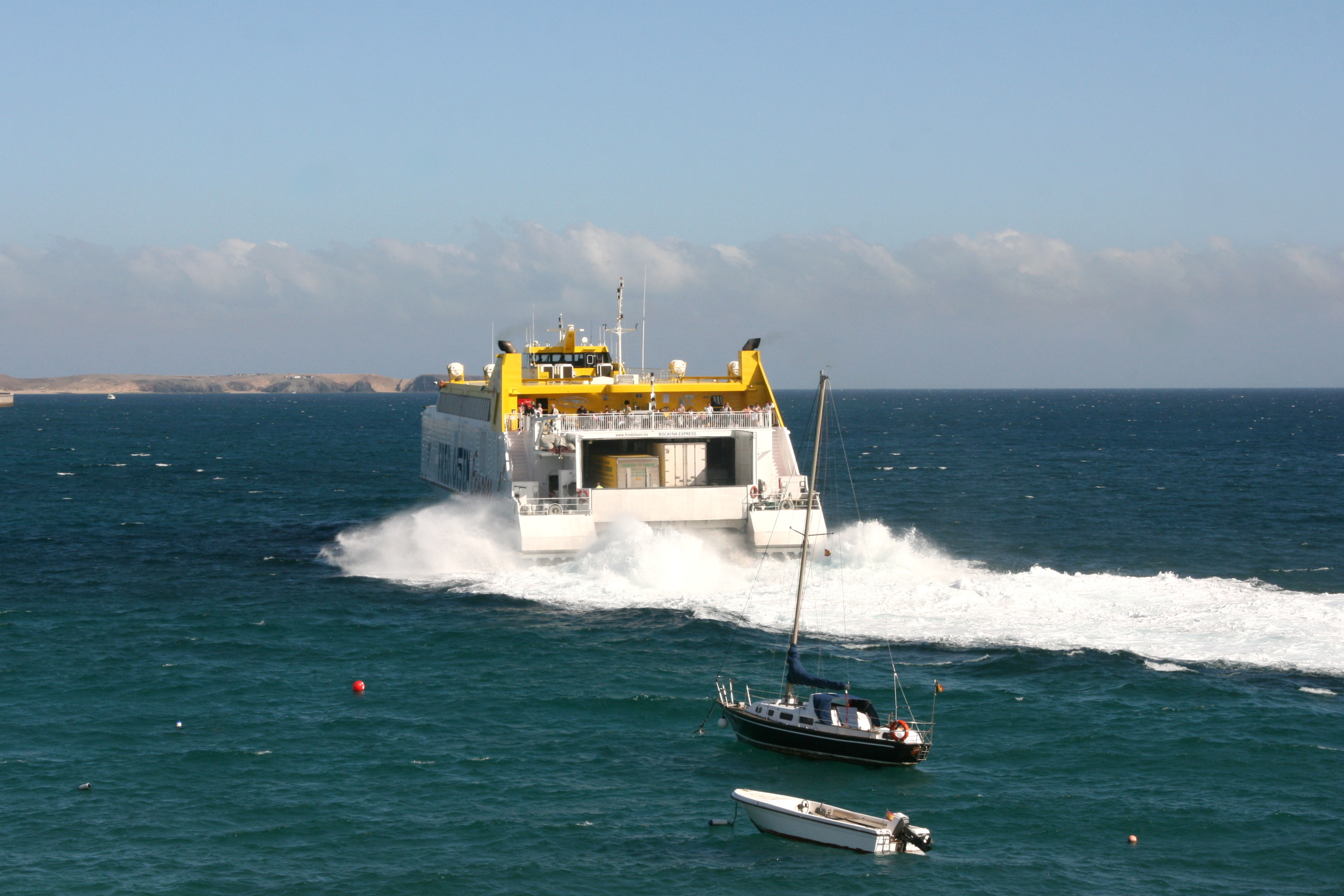
Ferry dirigiéndose a Fuerteventura, visto desde Lanzarote.

| Compañía            | Buque             | Eslora | Arqueo bruto | Pasajeros | Coches | Velocidad | Tiempo de viaje |
| ------------------- | ----------------- | ------ | ------------ | --------- | ------ | --------- | --------------- |
| Fred. Olsen Express | Bocayna Express   | 66 m   | 2527 t       | 436       | 69     | 31 nudos  | 25 minutos      |
| Naviera Armas       | Volcán de Tindaya | 78 m   | 3715 t       | 700       | 120    | 17 nudos  | 35 minutos      |

## Proyecto de puente
El puente entre Fuerteventura y Lanzarote es un proyecto que conectaría las dos islas. Según un estudio del Cabildo de Fuerteventura, la construcción de un puente entre las dos islas es viable técnicamente. La profundidad del agua entre las islas oscila entre 30 y 35 metros. El puente sería una alternativa a las actuales conexiones marítimas, que transportan más de un millón de pasajeros al año. La inversión necesaria para construir el puente varía según su ancho:
- 13,4 metros: 693 millones de euros.
- 15 metros: 761 millones de euros.
- 18 metros: 922 millones de euros.
- Más de 23 metros: 1134 millones de euros.

La opción más económica, incluyendo gastos de ejecución e industrialización, alcanzaría los 742 millones de euros.
En Fuerteventura, el puente podría iniciarse al norte de Corralejo. En Lanzarote, se baraja la zona de Las Coloradas, cerca del hotel Papagayo Arena.